# العلاقات الفرنسية الإفريقية

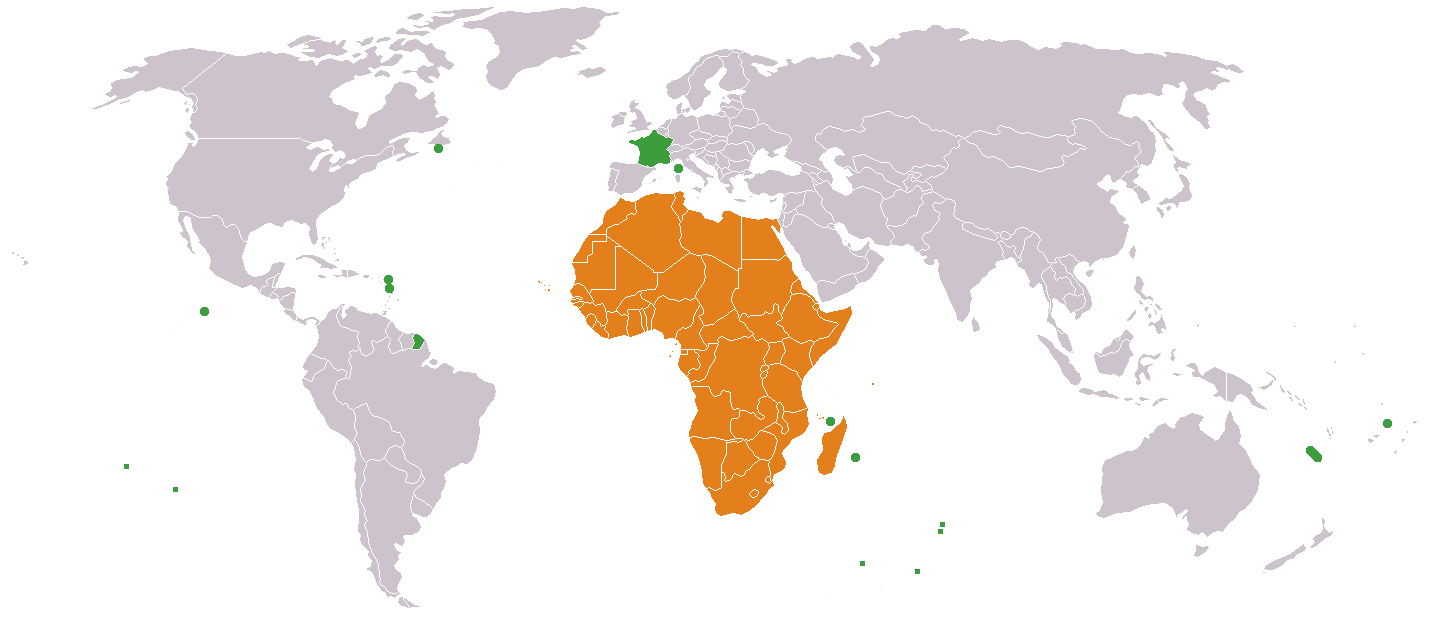

امتدت العلاقات بين فرنسا وأفريقيا لعدة قرون، إذ بدأت في العصور الوسطى، وكانت ذات تأثير كبير في كلا البلدين.

## الاستكشافات الفرنسية الأولى (القرن الرابع عشر-الخامس عشر)
قال بعض المؤرخين إن التجار الفرنسيون من مدينتي دييب وروان النورمانديين تاجروا مع سواحل غامبيا والسنغال، ومع ساحلي العاج والذهب، بين عامي 1364 و1413. تطورت صناعة نحت العاج في دييب بعد عام 1364 غالبًا نتيجة لذلك. سرعان ما ذهبت هذه الرحلات الاستكشافية في طي النسيان مع ظهور حرب المائة عام في فرنسا.
غادر المغامر الفرنسي جان دي بثينكور لاروشيل في عام 1403، وأبحر على طول الساحل المغربي لغزو جزر الكناري. 

## غرب أفريقيا الفرنسي
سعت فرنسا منذ عام 1880 إلى بناء نظام للسكك الحديدية، وذلك على خط سانت لويس داكار الذي تضمن السيطرة العسكرية على المناطق المحيطة، فأدى ذلك إلى الاحتلال العسكري للبر الرئيسي للسنغال. بدأ بناء خط سكة حديد داكار-النيجر في نهاية القرن التاسع عشر تحت إشراف الضابط الفرنسي غالياني.
عُيِّن أول حاكم عام للسنغال في عام 1895، وأشرف على معظم الفتوحات الإقليمية لغرب أفريقيا. سُمَّت الأراضي رسميًا في عام 1904 باسم غرب أفريقيا الفرنسي، والتي كانت السنغال جزءًا منه، وداكار عاصمته.

## أفريقيا جنوب الصحراء الكبرى 1940-1981
أصيب المحافظون الفرنسيون بخيبة أمل من التجربة الاستعمارية بعد الكوارث في الهند الصينية والجزائر. أرادوا قطع جميع العلاقات مع المستعمرات العديدة في أفريقيا جنوب الصحراء الكبرى الفرنسية. نجح ديغول في تأسيس حركة فرنسا الحرة والمستعمرات الأفريقية خلال الحرب؛ وتعهد بجعل أفريقيا جنوب الصحراء الكبرى الفرنسية جزءًا رئيسيًا من سياسته الخارجية بعد زيارته في عام 1958. صوتت جميع المستعمرات في عام 1958، باستثناء غينيا، للبقاء في المجتمع الفرنسي، وذلك مع التمثيل في البرلمان وضمان المساعدة الفرنسية. أصبحت جميع المستعمرات تقريبًا مستقلة في أواخر خمسينيات القرن العشرين، ولكنها حافظت على روابط قوية جدًا. لعب المستشارون الفرنسيون دورًا رئيسيًا في الشؤون المدنية والعسكرية تحت إشراف كبير من الرئيس؛ وأحبطوا الانقلابات واستبدلوا القادة المحليين المبتدئين في بعض الأحيان. 
تأسس النظام الاستعماري الفرنسي بشكل دائم وبالمقام الأول بناءً على القيادة المحلية، وتناقض بشكل حاد مع الوضع في المستعمرات البريطانية. تجسد الهدف الاستعماري الفرنسي باستيعاب السكان الأصليين في الثقافة الفرنسية السائدة، وذلك مع التركيز القوي على اللغة الفرنسية. أعطى الارتباط الوثيق من وجهة نظر ديغول الشرعية لرؤاه حول عظمة العميل العالمي، وشهد على أوراق اعتماده الإنسانية، ووفر الوصول إلى النفط واليورانيوم والمعادن الأخرى، ووفر سوقًا صغيرًا وثابتًا للمصنعين الفرنسيين، وضمن أيضًا حيوية اللغة والثقافة الفرنسية في شريحة كبيرة من العالم تزايد عدد سكانها بشكل كبير. واصل خلفا ديغول جورج بومبيدو (1959-1974) وفاليري جيسكار ديستان (1974-1981) سياسة ديغول الأفريقية، والتي دُعِمت بوحدات عسكرية فرنسية ووجود بحري كبير في المحيط الهندي. عمل أكثر من 260 ألف فرنسي في أفريقيا، وركزوا بشكل خاص على توصيل إمدادات النفط. بُذِل بعض الجهد لبناء مصافي النفط ومصاهر الألمنيوم، والقليل منه لتطوير الصناعة المحلية الصغيرة، والتي أراد الفرنسيون احتكارها في البر الرئيسي. 
كانت السنغال، وساحل العاج، والغابون، والكاميرون الحلفاء الأفارقة الأكبر والأكثر موثوقية، وحصلوا على معظم الاستثمارات. دعمت فرنسا بيافرا الانفصالية، ولكن على نطاق محدود فقط، خلال الحرب الأهلية النيجيرية (1967-1970) وقدمت المرتزقة والأسلحة القديمة. تمثلت أهداف ديغول بحماية مستعمراتها السابقة القريبة من نيجيريا، ووقف التقدم السوفيتي، والحصول على موطئ قدم في دلتا النيجر الغنية بالنفط.